# TSV Hürup
Der Turn- und Sportverein Hürup von 1912 e. V. ist ein Sportverein aus der Gemeinde Hürup in Schleswig-Holstein. 
Der Verein wurde überregional bekannt durch seine Handballabteilung, deren erste Männermannschaft mehrere Jahre in der Handball-Regionalliga spielte und in der Saison 2004/05 an der Hauptrunde des DHB-Pokals teilnahm. Dort schied das Team in der zweiten Runde durch eine 29:44-Niederlage gegen die zweite Mannschaft der SG Flensburg-Handewitt aus. Nachdem die Mannschaft in der Saison 2012/13 Meister der Schleswig-Holstein-Liga wurde, spielte sie ab der Saison 2013/14 in der Handball-Oberliga Hamburg - Schleswig-Holstein, wo man in der Saison 2021/22 die Meisterschaft gewann. Seit der Saison 2024/25 tritt die Herrenmannschaft in der Regionalliga an. Insgesamt nehmen vier Männer- und zwei Frauenmannschaften am Spielbetrieb teil. Spielstätte mit Platz für etwa 150 Zuschauern ist seit 1981 die Sporthalle in der Bahnhofsstraße in Hürup. 2012 taufte ihn die Gemeinde in Paul-Jensen-Halle, benannt nach dem ehemaligen Vorsitzenden Paul Jensen, der dem Verein 37 Jahre lang von 1957 bis 1994 vorstand.
Neben der Handball- gibt es noch eine Tischtennis- und eine Turnabteilung.
Dem Jugendausschuss des TSV Hürup wurde 2007 für sein vorbildliches ehrenamtliches Engagement der Stark-Preis verliehen.